# Lotus Cortina
Lotus Cortina var resultatet av ett samarbete mellan Ford och Lotus. Bilen var en variant av Ford Cortina.

## Mk I (1963-1966)
Tillverkningen av Lotus Cortina startade i början av 1963. Halvfärdiga bilar skickades från Ford i Dagenham till Lotus i Cheshunt för slutmontering. Bilarna fick motor och växellåda från Lotus Elan. Sprängkåpan var gjuten i aluminium. För att hålla nere vikten fick karossen dörrar, motorhuv och baklucka av aluminium. Cortinans antika bakvagnsfjädring byttes mot en Lotus-konstruktion, med skruvfjädrar, bakåtriktade bärarmar och ett A-format stag mellan differentialväxeln och golvet. Framvagnen fick nya fjädrar, stora skivbromsar och en snabbare styrväxel.
Från våren 1964 började alltfler standarddelar införas. Först byttes växellådan till en Cortina GT-låda med sprängkåpan i gjutjärn och aluminiumdelarna i karossen byttes ut mot billigare plåt.
Sommaren 1965 ersattes Lotus avancerade bakvagn av en Cortina GT-axel med längsgående bladfjädrar. Några månader senare byttes växellådan igen, nu till en Corsair-låda.
Tillverkningen av Lotus Cortina Mk I uppgick till knappt 2 900 exemplar.

## Mk II (1966-1970)
Hösten 1966 kom ersättaren Mk II. Bilen blev nu betydligt mer Ford än Lotus. Tillverkningen flyttades ”hem” till Ford i Dagenham och bilen degraderades i praktiken till en Cortina GT med Lotus-motor. Sedan Ford Escort introducerats 1968, ersattes Lotus Cortinan i tävlingssammanhang av Escort Twin Cam.

## Motor
Motorn är i grunden Fords kortslagiga radfyra, som introducerades med Anglia 105E 1959. Lotus modifierade motorn för att använda den i Elan-modellen. Försedd med ett nytt cylinderhuvud med dubbla överliggande kamaxlar och två Weber-förgasare gav den 105 hk.
| Modell        | Motor               | Cylindervolym | Effekt | Bränslesystem    |
| ------------- | ------------------- | ------------- | ------ | ---------------- |
| Lotus Cortina | 4-cyl radmotor DOHC | 1558 cm³      | 105 hk | Dubbla förgasare |

## Motorsport
Lotus Cortinan var en mycket framgångsrik tävlingsbil. Den användes inom standardbilsracing på internationell nivå och i många nationella mästerskap.
Ford körde även rally med bilen. Bengt Söderström vann, tillsammans med kartläsaren Gunnar Palm RAC-rallyt 1966 och året därpå Svenska rallyt.
Än idag är bilen mycket populär i historisk racing.